# 塞什河畔皮雷
塞什河畔皮雷（法語：Piré-sur-Seiche，法語發音：[piʁe syʁ sɛʃ]）是法国伊勒-维莱讷省的一个旧市镇，位于该省中东部偏南，属于雷恩区。2019年1月1日，塞什河畔皮雷和相邻的尚塞合并为新市镇皮雷-尚塞（Piré-Chancé），并成为政府驻地。

## 地理
塞什河畔皮雷（48°0'34"N, 1°25'50"W）面积36.34 平方千米，位于法国布列塔尼大區伊勒-维莱讷省，该省份为法国西北部沿海省份，位于布列塔尼半岛东部，北濒大西洋，西接阿摩尔滨海省和莫尔比昂省，南至大西洋卢瓦尔省，西南端接曼恩-卢瓦尔省，东临马耶讷省，东北与芒什省接壤。
与塞什河畔皮雷接壤的市镇（或旧市镇、城区）包括：多马涅、埃塞、布瓦特吕当、阿芒利斯、尚塞、讓澤、穆兰、圣欧班迪帕瓦伊。

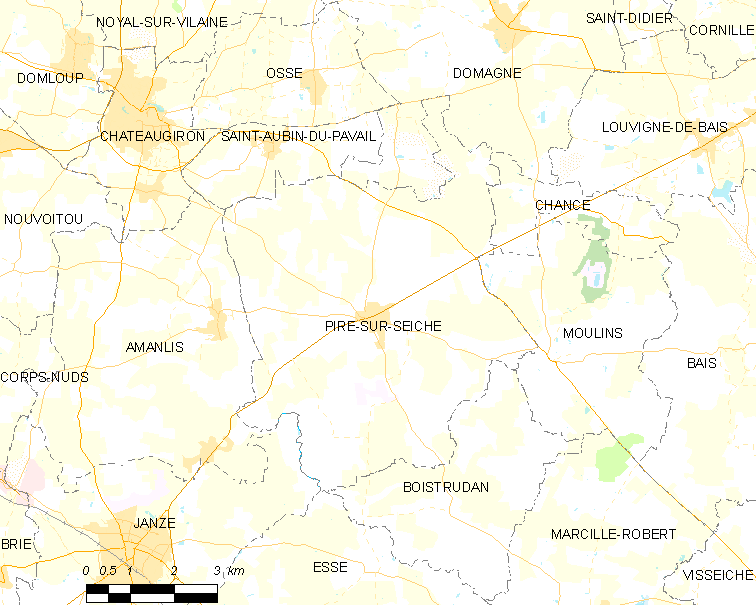
塞什河畔皮雷的OSM定位图

塞什河畔皮雷的时区为UTC+01:00、UTC+02:00（夏令时）。

## 行政
塞什河畔皮雷的邮政编码为35150，INSEE市镇编码为35220。

## 政治
塞什河畔皮雷所属的省级选区为沙托日龙县。

## 人口

1962-2008年间塞什河畔皮雷人口变化图示

塞什河畔皮雷于2018年1月1日时的人口数量为2666人。